# Aumerval
Aumerval ist eine französische Gemeinde mit 194 Einwohnern (Stand 1. Januar 2022) im Département Pas-de-Calais in der Region Hauts-de-France. Sie gehört zum Arrondissement Arras, zum Kanton Saint-Pol-sur-Ternoise und zum Kommunalverband Ternois.

## Lage
Die Gemeinde Aumerval liegt im Osten des Artois, 17 Kilometer westlich von Béthune am Westrand des Nordfranzösischen Kohlereviers.
|                     | Amettes | Ferfay     |
| Bailleul-lès-Pernes | Kompass |            |
| Sachin              | Pernes  | Floringhem |

## Sehenswürdigkeiten
- Kirche Saint-Maur
- zwei Oratorien
- zwei Wassertürme

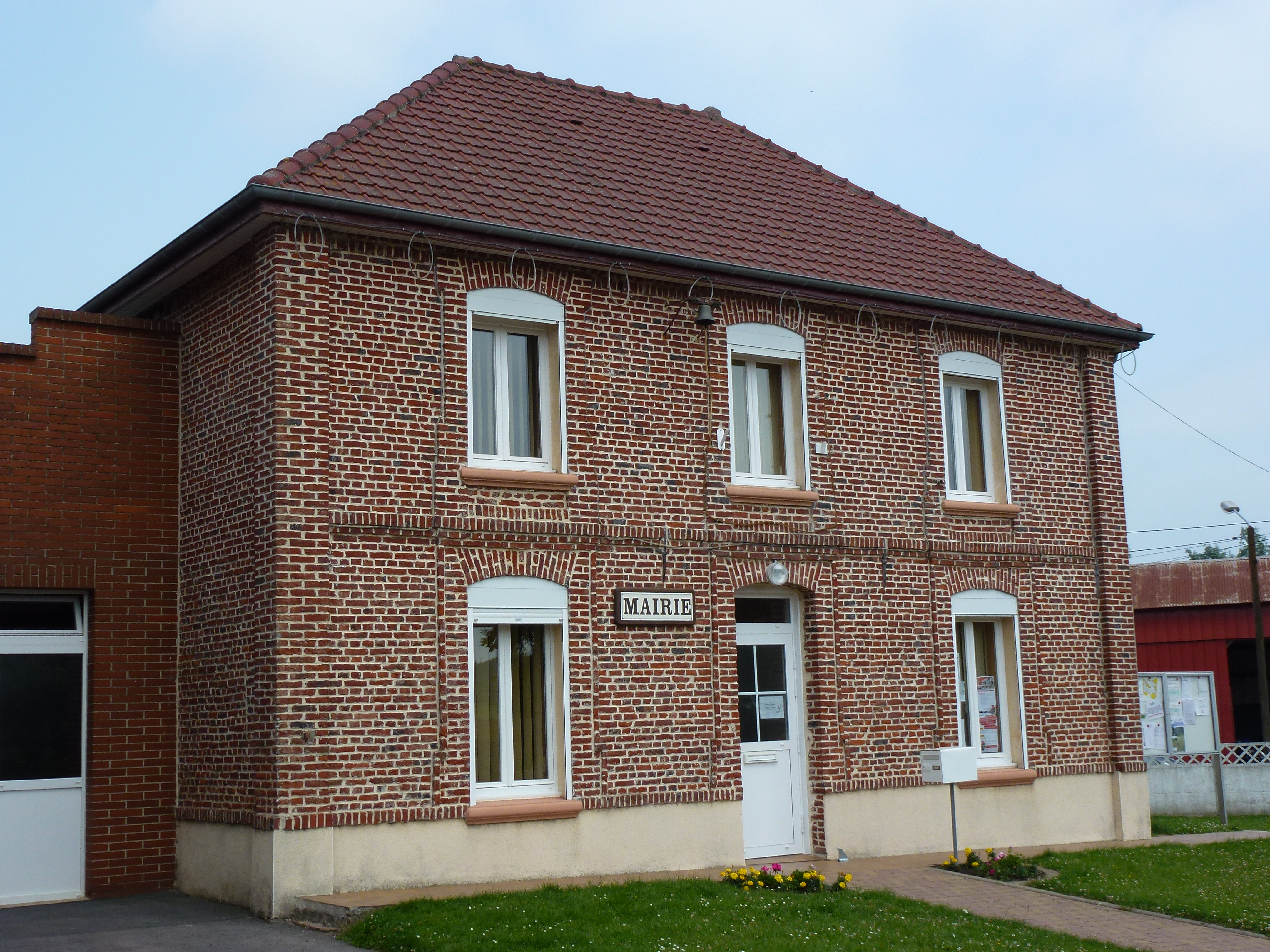
Rathaus
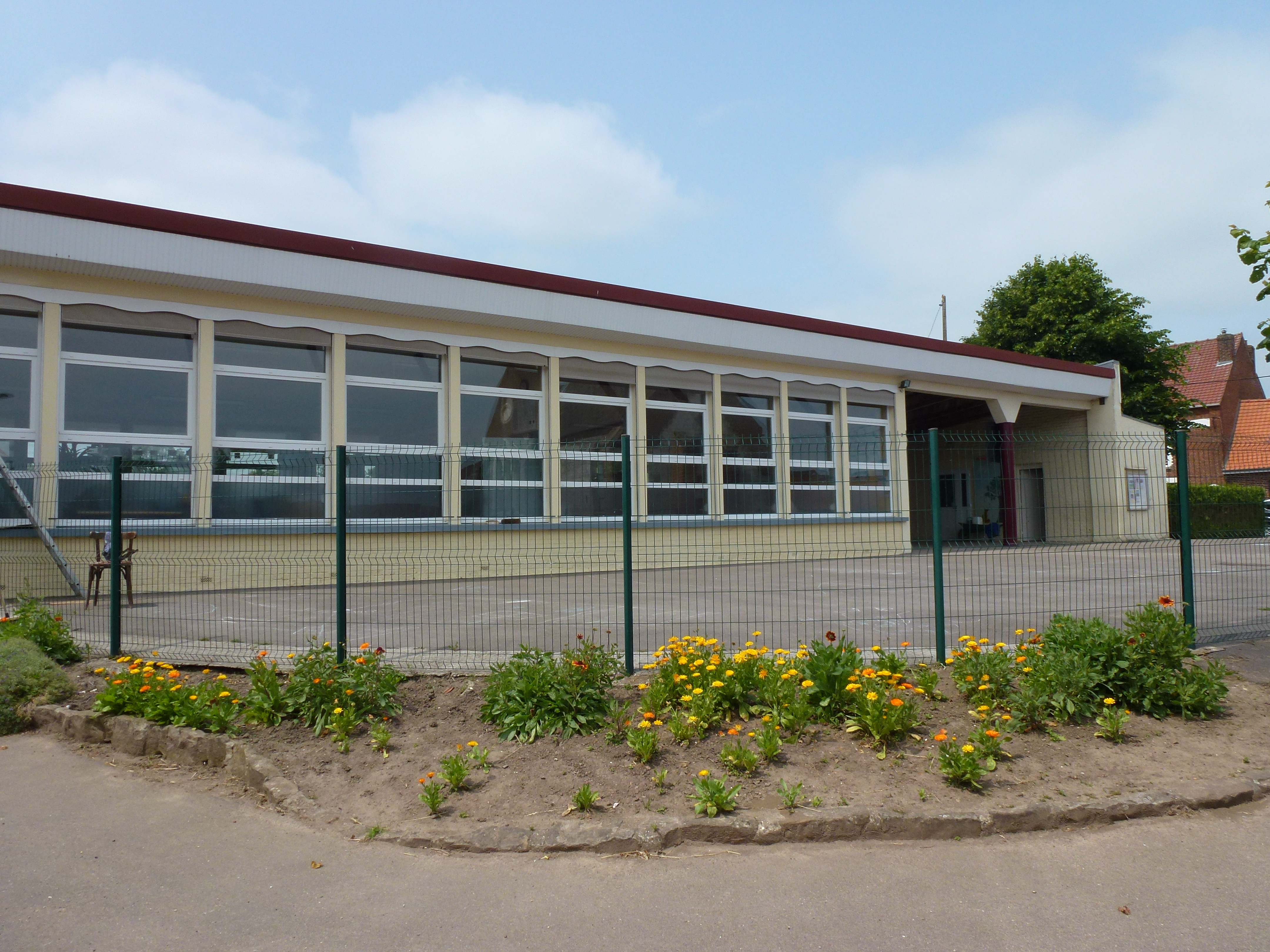
Schule
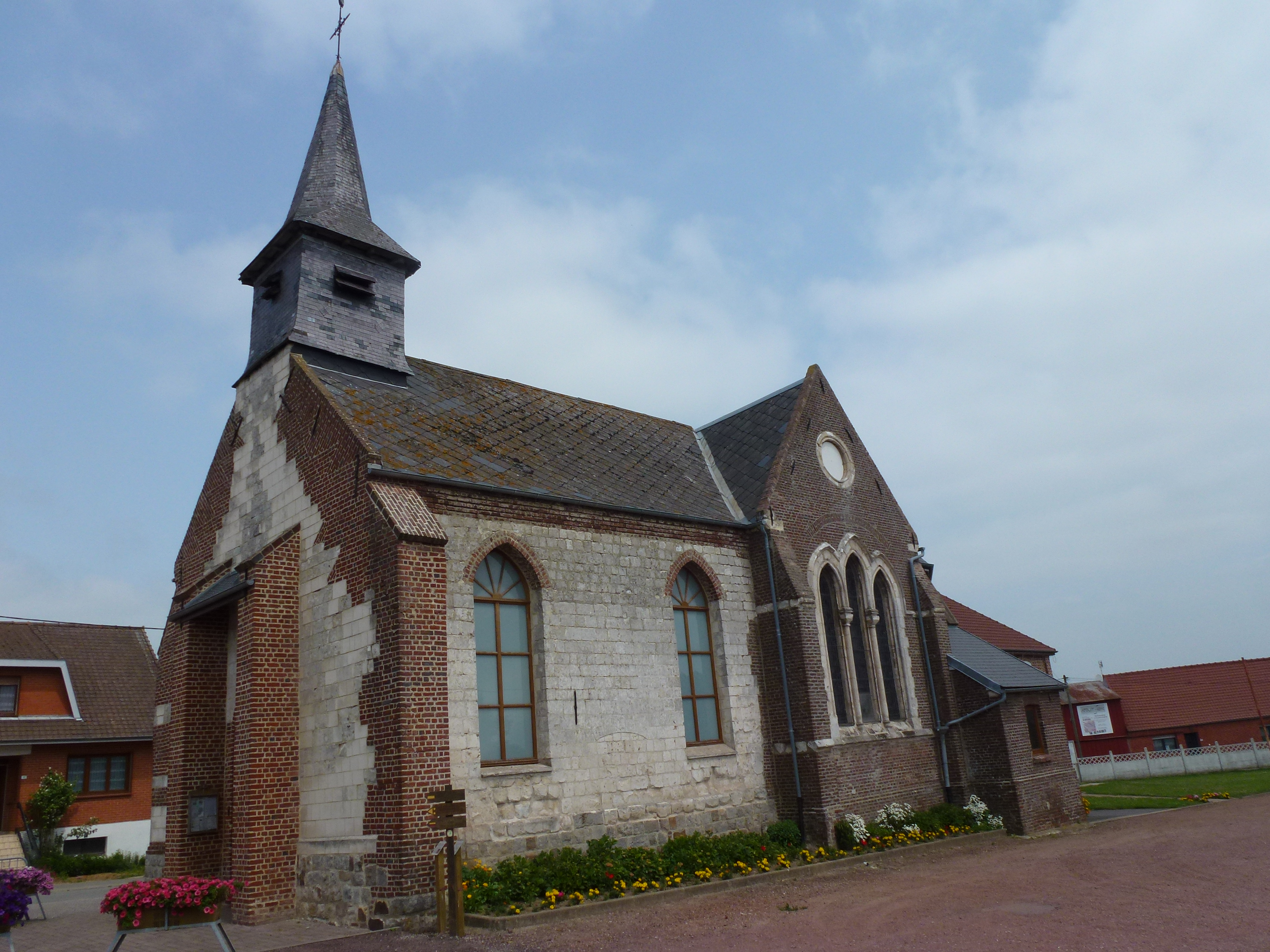
Kirche Saint-Maur
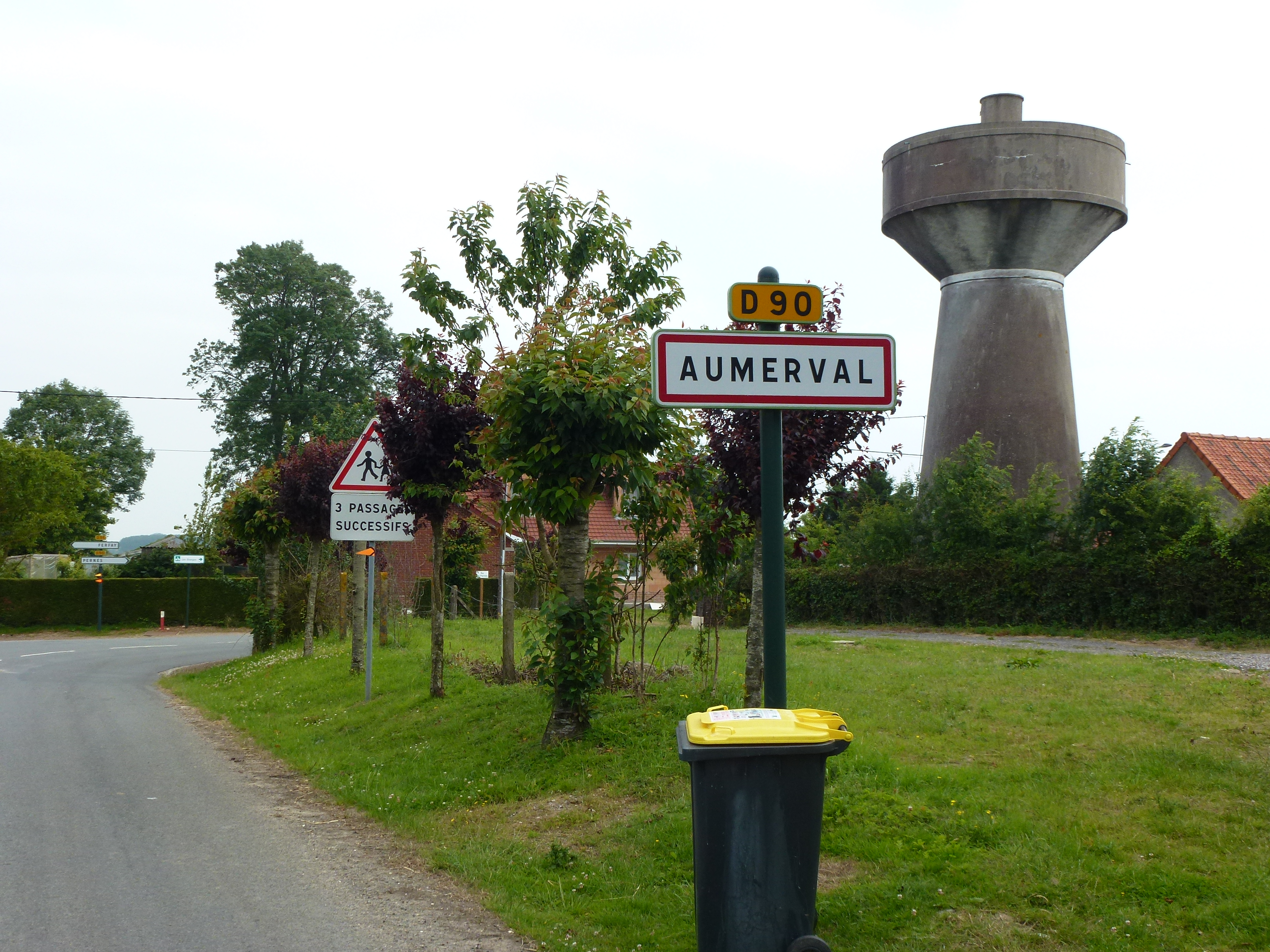
Einer der beiden Wassertürme
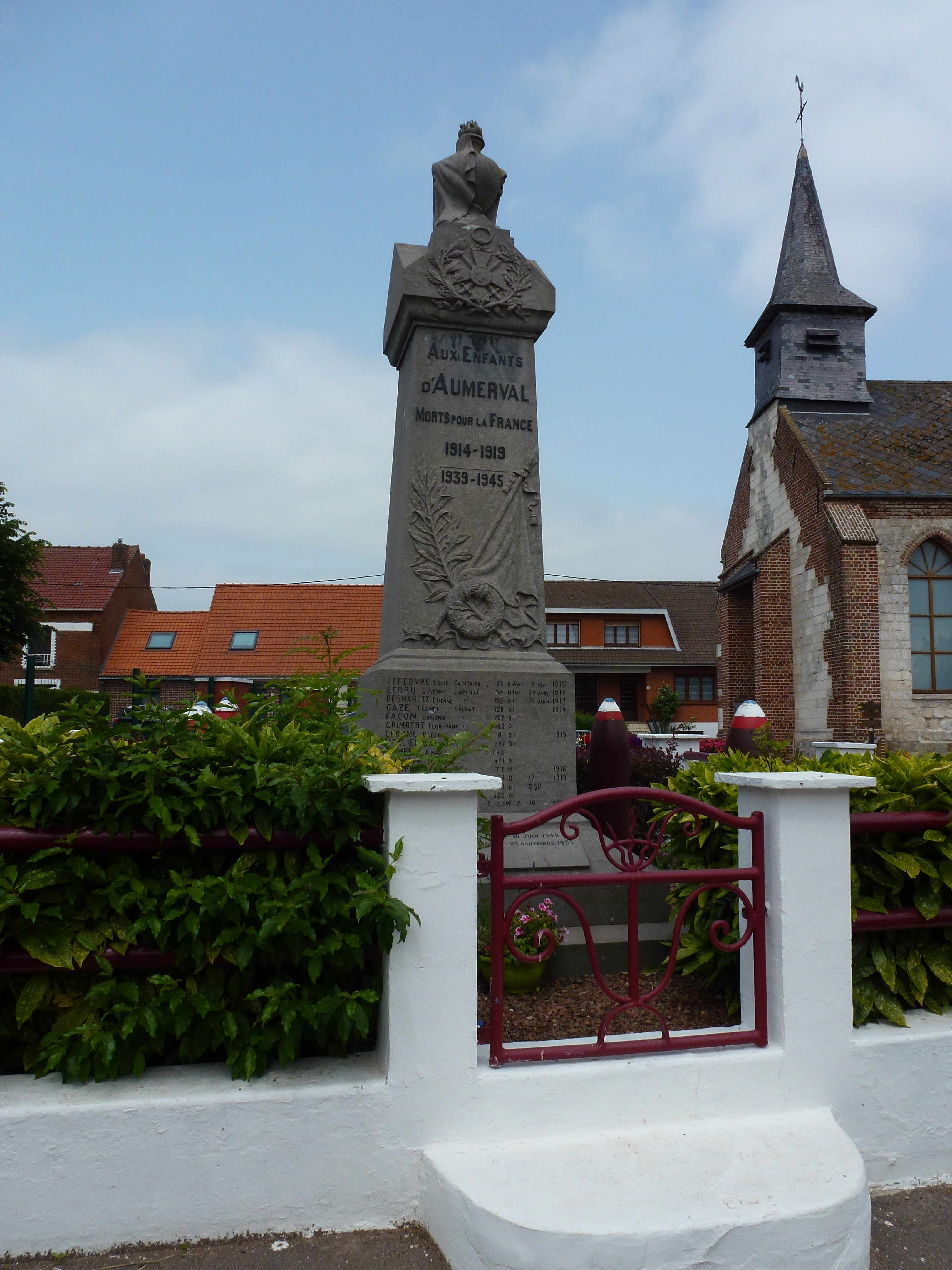
Gefallenendenkmal und Kirche